# Kōki Arita
Kōki Arita (有田 光希 Arita Kōki?) (Niigata, 23 de septiembre de 1991) es un futbolista japonés. Juega como delantero en el Kyoto Sanga, cedido por el Vissel Kobe.

## Clubes
Actualizado al último partido jugado el 9 de marzo de 2014.
| Club                 | País  | Año   | Partidos (Liga) | Goles (Liga) |
| -------------------- | ----- | ----- | --------------- | ------------ |
| Vissel Kobe          | Japón | 2010- | 20              | 2            |
| Ehime FC (cedido)    | Japón | 2012  | 37              | 14           |
| Kyoto Sanga (cedido) | Japón | 2014- | 1               | 0            |